# Катедра за астрономију Математичког факултета Универзитета у Београду
Катедру за астрономију Математичког факултета Универзитета у Београду је једина засебна катедра у Србији на којој се изучава астрономија и астрофизика (астрономски смерови или предмети на другим универзитетима постоје релативно одскора). Годином оснивања Катедре сматра се 1880, када су усвојене измене и допуне тадашњег закона о образовању, којима се прописује да се на Великој школи (претечи Универзитета) астрономија има изучавати заједно са метеорологијом. На Катедри су од тог времена предавали познати српски професори: Милан Недељковић, Ђорђе Станојевић, Милутин Миланковић, Војислав Мишковић и други. На Катедри данас ради десетак наставника и сарадника. Шеф Катедре за астрономију је Надежда Пејовић. На Катедри се изводе основне, дипломске (мастер) и докторске студије. Однедавно Катедра учествује у европском Еразмус мундус мастер програму Астромундус.
Заједно са Астрономском опсерваторијом у Београду, Катедра за астрономију Математичког факултета Универзитета у Београду издаје часопис на енглеском језику Serbian Astronomical Journal.